# Àngmar
Àngmar ("casa de ferro" en síndarin) és un regne de l'univers fictici de J.R.R. Tolkien.
Va ser fundat l'any 1300 de la Tercera Edat a la part més septentrional de la Terra Mitjana, al nord de les Muntanyes Boiroses, per part del senyor dels nazgûl i que passà a ser conegut com el Rei bruixot d'Àngmar. La capital del regne era a Carn Dûm.
L'establiment d'Àngmar tingué lloc poc després del retorn de l'esperit de Sàuron a Dol Gúldur, i es presumeix que les actuacions del Rei bruixot per desestabilitzar els regnes dels dúnedain es feien seguint les indicacions de Sàuron.
Poc després de la fundació del regne va entrar en guerra contra els regnes dels dúnedain que havien sorgit de la desintegració d'Àrnor: Arthedain, Cardolan i Rhudaur. El Rei bruixot va conquerir Rhudaur, el menys poderós dels regnes, i va substituir el seu rei per un dels homes natius dels turons (probablement descendent del llinatge maleït d'Ulfang).
Sota el control d'Àngmar, Rhudaur va atacar Arthedain el 1356 a la frontera de la Pica del Temps. El rei Àrgeleb I va morir, però Arthedain va aconseguir repel·lir l'atac amb l'ajuda de Cardolan.
El 1409 Àngmar va atacar Cardolan destruint el regne. Al mateix temps, Rhudaur va ser annexionat a Àngmar deixant Arthedain com l'únic regne dels dúnedain al nord.
Durant 500 anys Arthedain va resistir, fins que el 1974 Àngmar va reagrupar totes les seves forces i va llençar un atac final. En l'envestida van arrasar Fórnost, la capital d'Arthedain.
Un any després, el príncep Eàrnur de Góndor va arribar per ajudar a Arthedain, però ja era massa tard per salvar el regne. De tota manera, l'exèrcit de Góndor reforçat amb els elfs de Lindon i Rivendell, i els dúnedain del nord que havien sobreviscut, van atacar les forces d'Àngmar a la batalla de Fórnost. El Rei bruixot es va escapar i va fugir a Mórdor, però el seu exèrcit i el seu regne van ser destruïts.